# Simon Pellaud
Simon Pellaud (* 6. listopadu 1992) je švýcarský profesionální silniční cyklista jezdící za UCI ProTeam Tudor Pro Cycling Team. Pellaud žije ve Antioquii v Kolumbii.

## Hlavní výsledky
2010
vítěz Tour de Berne Juniors
2011
Grand Prix Chantal Biya
7. místo celkově
2013
Národní šampionát
 vítěz silničního závodu do 23 let
3. místo Paříž–Chauny
2014
4. místo La Côte Picarde
2016
Vuelta a España
 cena bojovnosti po 3. etapě
2017
Tour du Rwanda
10. místo celkově
vítěz 2. etapy
2018
Kolem Chaj-nanu
vítěz 9. etapy
Kolem Almaty
2. místo celkově
Turul României
4. místo celkově
2019
Tour de la Mirabelle
 celkový vítěz
Tour de Romandie
 vítěz vrchařské soutěže
vítěz Flèche Ardennaise
Národní šampionát
2. místo silniční závod
Giro del Friuli-Venezia Giulia
3. místo celkově
5. místo Tour du Doubs
Tour du Loir-et-Cher
8. místo celkově
vítěz 1. etapy
2020
Giro d'Italia
vítěz sprinterské soutěže
Národní šampionát
3. místo silniční závod
2021
Vuelta al Táchira
vítěz 8. etapy
Giro d'Italia
vítěz únikové soutěže
Národní šampionát
2. místo silniční závod
4. místo Gran Premio di Lugano
2023
Tour de Bretagne
 celkový vítěz
 vítěz vrchařské soutěže
Tour de Langkawi
 vítěz vrchařské soutěže
Národní šampionát
3. místo silniční závod

### Výsledky na Grand Tours
| Grand Tour      | 2015 | 2016 | 2017 | 2018 | 2019 | 2020 | 2021 |
| --------------- | ---- | ---- | ---- | ---- | ---- | ---- | ---- |
| Giro d'Italia   | —    | —    | —    | —    | —    | 71   | 69   |
| Tour de France  | —    | —    | —    | —    | —    | —    | —    |
| Vuelta a España | 119  | 105  | —    | —    | —    | —    | —    |

| —   | Nezúčastnil se |
| DNF | Nedokončil     |